# Securigera libanotica
Securigera libanotica là một loài thực vật có hoa trong họ Đậu. Loài này được (Boiss.) Lassen miêu tả khoa học đầu tiên.